# Вебервил (Тексас)
Вебервил (енгл. Webberville) град је у америчкој савезној држави Тексас.

## Демографија
По попису из 2010. године број становника је 392.
| Група             | 2000.    | 2010.       |
| Белци             | 0 (0,0%) | 166 (42,3%) |
| Афроамериканци    | 0 (0,0%) | 32 (8,2%)   |
| Азијати           | 0 (0,0%) | 1 (0,3%)    |
| Хиспаноамериканци | 0 (0,0%) | 192 (49,0%) |
| Укупно            | 0        | 392         |